# 에밀리 더 래빈
에밀리 더 래빈(Emilie de Ravin, 1981년 12월 27일) 은 호주의 배우이다. 로스웰의 테스 하딩이나 ABC의 드라마 시리즈 로스트의 클레어 리틀턴을 맡은 것으로 잘 알려져 있다.

## 출연 작품
- 원스 어폰 어 타임 5 (2015)
- 에어포스 원 (2013)
- 러브 앤 아더 트러블 (2012)
- 오퍼레이션 엔드게임 (2010)
- 더 카멜레온 (2010)
- 리멤버 미 (2010)
- 하이눈 (2009)
- 퍼펙트 게임 (2009)
- 퍼블릭 에너미 (2009)
- 볼 돈 라이 (2008)
- 힐즈 아이즈 (2006)
- 산타 슬레이 (2005)
- 브릭 (2005)
- 로스트 시즌1 (2004)
- 지미 키멜 라이브! (2003)
- 로스웰 시즌1 (1999)